# Valencia de las Torres
Valencia de las Torres és un municipi de la província de Badajoz a la comunitat autònoma d'Extremadura, a la comarca de Campiña Sur.

## Demografia
| 1991 | 1996 | 2001 | 2004 |
| ---- | ---- | ---- | ---- |
| 966  | 878  | 790  | 734  |